# Christian Kreth
Christian Kreth (* 21. Mai 1878; † 20. Februar 1963) war ein deutscher Schwimmer. Er startete für Oberweser Bremen.
Bei den  Deutschen Schwimmmeisterschaften 1898 gewann er den Titel über 100 m Freistil. Er sollte an den Olympischen Sommerspielen 1900 teilnehmen, war aber aus familiären Gründen verhindert. Er war Ehrenmitglied des BSV (Bremer Schwimmverein). 1953 wurde er vom Bremer Senat für seine Leistungen geehrt.